# François-Joseph de Choiseul-Beaupré
François-Joseph de Choiseul-Beaupré, Comte de Beaupré (* 1650; † 18. Mai 1711 in Havanna) war ein französischer Seeoffizier und Kolonialadministrator, der unter anderem zwischen 1707 und 1710 Gouverneur von Saint-Domingue war. 

## Leben
François-Joseph de Choiseul-Beaupré, dessen Vorfahren aus der Auvergne stammte, war der Sohn von Louis de Choiseul-Beaupré und dessen Ehefrau Claire Henriette de Mauleon la Bastide. 1680 trat er als Garde de la Marine in die Königliche Marine (Marine royale française) ein und wurde am 1. Januar 1682 zum Leutnant zur See (Enseigne de Vaisseau) befördert. Als Angehöriger des von Abraham Duquesne kommandierten Geschwaders nahm er am Bombardement von Algier (23. Juli bis 12. September 1682) teil. Der Kommandant der Fregatte La Gentille entsandte ihn mit einer Barkasse in die Nähe der Hafenkette von Algier, wo er von feindlichen Booten umringt wurde und in Gefangenschaft geriet. Er sollte an der Mündung einer Kanone gebunden hingerichtet werden, wurde aber von dem algerischen Korsaren Hali gerettet, der ihn erkannte. Hali diente früher auf einem französischen Schiff, auf dem auch Choiseul diente. 1685 erfolgte seine Beförderung zum Kapitänleutnant (Lieutenant de Vaisseau) sowie 1703 zum Fregattenkapitän (Capitaine de Frégate). Für seine Verdienste wurde ihm am 28. Juli 1705 das Ritterkreuz des Königlichen und Militärischen Ordens vom Heiligen Ludwig (Ordre royal et militaire de Saint-Louis) verliehen und am 1. November 1705 zum Kapitän zur See (Capitaine de Vaisseau) befördert.
Am 1. August 1706 wurde de Choiseul-Beaupré zunächst zum Gouverneur der Île de la Tortue, der sogenannten Schildkröteninsel, sowie der Küste von Saint-Domingue berufen. Am 28. Dezember 1707 übernahm er als Nachfolger von Jean-Pierre de Casamajor de Charritte den Posten als Gouverneur von Saint-Domingue und bekleidete dieses Amt bis ihn Jean-Pierre de Casamajor de Charritte 1710 wiederum ablöste. Es gelang ihm während seiner dortigen Amtszeit, die Freibeuter zu versammeln, die die Insel verlassen hatten. Sein Plan war es, diese erfahrenen Männer auf bewaffneten Schiffen auf des zu halten, um den Handel Frankreichs in diesen Teilen zu schützen. Am 22. September 1710 wurde er nach Paris zurückberufen und trat seine Rückreise nach Frankreich an Bord des Schiffs La Thétis. Sein Schiff traf jedoch auf ein englisches Schiff, das La Thétis in ein Gefecht verwickelte. Am 18. Mai 1711 verstarb er in Havanna an den Folgen der Verletzungen, die er an Bord von La Thétis erlitten hatte.

## Hintergrundliteratur
- Louis Moreri: Supplement au grand dictionaire historique genealogique, geographique, Band 1, 1735 (Onlineversion)
- Louis Moreri, Titre: Le grand dictionnaire historique, ou Le mélange curieux de l’histoire sacrée et profane, Band 3, Paris, 1759
- Médéric Louis Elie Moreau de Saint-Méry: Loix et constitutions des colonies franc̜oises de l’Amérique sous le vent: 1704–1721, 1785 (Onlineversion)
- Gauvin Alexander Bailey: Architecture and Urbanism in the French Atlantic Empire: State, Church, and Society, 1604–1830, MQUP, 2018, ISBN 978-0-7735-5376-7 (Onlineversion)